# Amata monedula
Amata monedula là một loài bướm đêm thuộc phân họ Arctiinae, họ Erebidae.